# BC Timișoara
El BC Timişoara, también conocido por motivos de patrocinio como BC SCM Timişoara, es un equipo de baloncesto rumano con sede en la ciudad de Timişoara, que compite en la Liga Națională, la máxima competición de su país. Disputa sus partidos en la Sala Constantin Jude, con capacidad para 2,200 espectadores.

## Historia
El club fue fundado en 1956 bajo el nombre de Știința Timișoara, jugando desde 1956 hasta 1983 en la 1ª División de Rumania (tan solo desde 1983 a 1985 no estuvieron). Desde 1985 permanecen en la 1ª División de Rumania (llevan 32 años ininterrumpidamente).
Los mejores años del club han sido en la década de los 2000's, donde han ganado la Copa Rumana de Baloncesto en dos ocasiones (2010 y 2015), quedando subcampeones de la misma en tres ocasiones (2007, 2008 y 2012). También fueron subcampeones de la Liga Națională en dos ocasiones (2009 y 2012) y llegaron a la final de la Central European Basketball League en 2009, perdiendo por 66-92 contra el Albacomp Fehérvár húngaro.

## Nombres
| Denominación               | Período       |
| -------------------------- | ------------- |
| Știința Timișoara          | 1956–1965     |
| Politehnica Timișoara      | 1965–1987     |
| Politehnica Elba Timișoara | 1987–1995     |
| Elba Timișoara             | 1995–2001     |
| Elba Petrom Timișoara      | 2002–2005     |
| BCM Elba Timișoara         | 2005–2010     |
| BC Timișoara               | 2010–2015     |
| BC SCM Timișoara           | 2015–presente |

## Registro por Temporadas
| Temporada | División | Liga           | Posición en liga | Play-Offs        | Copa Rumana      | Competición Europea           | Competición Europea | Competición Europea |
| --------- | -------- | -------------- | ---------------- | ---------------- | ---------------- | ----------------------------- | ------------------- | ------------------- |
| 2008-09   | 1ª       | Divizia A      | 2º               | Subcampeón       | Cuartos de final |                               |                     |                     |
| 2009-10   | 1ª       | Divizia A      | 5º               | Semifinales      | Campeón          |                               |                     |                     |
| 2010-11   | 1ª       | Divizia A      | 11º              | –                | Cuartos de final |                               |                     |                     |
| 2011-12   | 1ª       | Divizia A      | 2º               | Subcampeón       | Subcampeón       |                               |                     |                     |
| 2012–13   | 1ª       | Liga Națională | 6º               | Cuartos de final | Semifinales      | 3ª FIBA EuroChallenge 2012-13 | Fase de grupos      |                     |
| 2013–14   | 1ª       | Liga Națională | 10º              | –                | Cuartos de final |                               |                     |                     |
| 2014–15   | 1ª       | Liga Națională | 8º               | Cuartos de final | Campeón          |                               |                     |                     |
| 2015–16   | 1ª       | Liga Națională | 10º              | –                | Octavos de final |                               |                     |                     |
| 2016–17   | 1ª       | Liga Națională | 5º               | Cuartos de final | Cuartos de final |                               |                     |                     |
| 2017–18   | 1ª       | Liga Națională |                  |                  |                  |                               |                     |                     |

## BC Timişoara en competiciones europeas
Copa Korać 1994-95
| 1ª Ronda | Universitatea-Elba | Albacomp-UPC | 87-103 | 104-84 |  |

FIBA EuroCup 2007-08
| 1ª Ronda | BC Dnipro | Elba Timisoara | 64-74 | 71-82 |  |

FIBA EuroChallenge 2012-13
| Fase de grupos | BC Timisoara | Körmend       | 75-65 | 97-86 |
| Fase de grupos | EWE Baskets  | BC Timisoara  | 84-67 | 66-76 |
| Fase de grupos | BC Timisoara | Szolnoki Olaj | 80-93 | 77-71 |

## BC Timișoara en la Balkan League
| Equipo          | 2011/2012     |
| Gilboa Galil    | 76-83 / 91-73 |
| Mornar          | 88-73 / 79-77 |
| OKK Beograd     | 85-67 / 75-84 |
| Rilski Sportist | 80-69 / 80-78 |
| Torus           | 72-74 / 63-73 |
| Posición        | 7º            |
| Resultado       | (5-5)         |

## Palmarés

### Liga
- Liga Națională

-   - Subcampeones (2): 2009, 2012

### Copas
- Copa Rumana

-   -  Campeones (2): 2010, 2015

-   -  Subcampeones (5): 2007, 2008, 2010, 2012, 2013
  - Terceros (1): 2013

### Regional
- Central European Basketball League

-   - Subcampeones (1): 2009

## Jugadores destacados
| - Kentwan Smith - Zlatko Jovanović - Zoran Kašćelan - Dalibor Peršić - Dejan Vukosavljević - Hristo Nikolov - Veselin Veselinov - Jahenns Manigat - Ivan Siriščević - Šime Špralja - Vaidotas Volkus - Filip Barović - Bojan Grubišić - Ivan Jelenić - Miloš Komatina - Aleksandar Radulović - Vujadin Subotić - Vladimir Vujčić - Dragoș Andrei - Alin Andrieș - Bogdan Betea - Octavian Calotă - Andrei Căpuşan | - Petru Czmor - Ionuţ Drăguşin - Tudor Gheorghe - Dan Ionescu - Şenai Isleam - Flavius Lăpuşte - Silviu Lupusavei - Adrian Mazilu - Alexandru Mihuți - Zoran Milencovici - Dan Paltinisanu - Mihai Paul - Georgian Păun - Cătălin Petrișor - Florin Popa - Bogdan Popescu - Bogdan Stăncuț - Vlad Szekely - Lucas Tohătan - George Toth - Grigore Vasilescu - Slobodan Agoč - Nikola Beloica | - Željko Bojović - Marko Čakarević - Vladimir Čolić - Branko Ćuić - Dalibor Djapa - Marko Derasimović - Dejan Dukovčić - Slobodan Dunđerski - Rade Džambić - Nikola Gaćeša - Darko Habuš - Aleksandar Held - Miljan Ivanović - Mladen Jeremić - Nikola Jovanović - Stefan Majstorović - Miljan Marjanović - Nenad Marković - Dragoslav Marković - Stojadin Marković - Aleksandar Matić - Miljan Medvedj - Ivan Miceta | - Igor Mihajlović - Milos Nišavić - Nikola Otašević - Miloš Pešić - Radenko Pilčević - Vladimir Radmanovać - Igor Ratković - Pavle Reljić - Aleksandar Šveljo - Vladimir Tica - Nikola Vasojević - Vladimir Vladimir - Vladimir Vladisavljević - Vladimir Vlasković - Srdzan Vokić - Filip Zekavicić - Stefan Živanović - Dominique Archie - Jordan Burgess - Jason Conley - Devan Downey - Darren Fenn - Jonte Flowers | - Tremayne Johnson - Delvon Johnson - Anthony Lee-Ingram - Kelvin Lewis - Derrick Low - Dominique Rambo - Josh Warren - Brice Kabengele-Kalala - Robert Šarović - Giani Zaharie - Garry Gallimore - Dejan Mladenović - Ivan Mišković - Barış Aktaş - Adrián Díaz - Adam Sollazzo |